# Fate's Alibi
Fate's Alibi est un film muet américain réalisé par Frank Lloyd et sorti en 1915.

## Fiche technique
- Titre : Fate's Alibi
- Réalisation : Frank Lloyd
- Scénario : Frank Lloyd, d'après une nouvelle de C.W. Fassett
- Production : Carl Laemmle pour Universal Film Manufacturing Company
- Genre : Film dramatique
- Date de sortie :
  - États-Unis : 16 mai 1915

## Distribution
- Helen Leslie : Ruth Hope
- Millard K. Wilson : Daggett
- Marc Robbins
- Jean Hathaway